# Massi Kessi
Massi Kessi (na língua ndebele do norte) é uma povoação situada sobre uma colina a cerca de 600 m de altitude, nas proximidades de Mutare, província de Manicalândia, na região fronteiriça do Zimbábue com Moçambique.
O traçado da linha de caminho-de-ferro que liga o Zimbabué à cidade portuária da Beira passa pela localidade. A cidade está nas imediações dos campos auríferos de Manica, sendo na realidade uma cidade satélite, quase um arrabalde, de Mutare. A cidade está equipada com telefone, electricidade, escolas e um hospital.
Macequece, ou Massi Kessi, tem particular significado nas história portuguesa e moçambicana por ter sido o lugar onde a 11 de Maio de 1891 se travou um sangrento conflito entre forças portuguesas, comandadas pelo major Alfredo Augusto Caldas Xavier, e forças da British South Africa Company, tendo os portugueses sido obrigados a retirar para a Beira.
Em resultado desse conflito, a Grã-Bretanha obteve de Portugal, pelo Tratado de Limites Fronteiriços em Manica, assinado a 11 de Junho de 1891, amplas concessões territoriais, razão pela qual Macequece passou a ser a fronteira leste do território da Manica sob soberania portuguesa, perdendo Portugal para a British South Africa Company os campos auríferos sitos a oeste e um extenso território que se prolongava até ao vale de Mazoe, nas imediações da actual cidade de Harare, a Shamva e ao Mount Darwin.